# Ksor Nham
Ksor Nham (sinh ngày 30 tháng 4 năm 1960) là chính trị gia, Trung tướng Công an nhân dân Việt Nam, người lai dân tộc Gia Rai và Ba Na. Ông nguyên là Phó Tổng cục trưởng Tổng cục Hậu cần - Kỹ thuật, Bộ Công an Việt Nam. Ông từng là Chủ tịch Hội đồng nhân dân tỉnh Gia Lai (từ 6/2004). Ông còn là một diễn viên khi tham gia phim Đất nước đứng lên với vai anh hùng Núp.

## Xuất thân
Ông sinh ra vào ngày 30/4/1960 trong một gia đình giàu truyền thống cách mạng. Cha ông tên là KSor Ní, người dân tộc Gia Rai - Cán bộ tham gia tổng khởi nghĩa giành chính quyền năm 1945. Sau ngày Sài Gòn sụp đổ 30/4/1975, KSor Ní làm Bí thư Tỉnh ủy Gia Lai, rồi Chủ tịch Ủy ban nhân dân tỉnh Gia Lai - Kon Tum. KSor Ní ở cùng làng và rất thân thiết với anh hùng Núp (Đinh Núp).
Mẹ ông là bà Nguyễn Thị Chín, người Ba Na ở tỉnh Bình Định, tập kết ra Bắc năm 1954.
Ông được sinh ra ở miền Bắc Việt Nam.
Cha mẹ ông sinh được 4 người con, ông là con trai út. Anh đầu của ông là ông KPă Phương, cán bộ hưu trí (2015). Người anh kế là Ksor Phước, nguyên Bí thư Tỉnh ủy Gia Lai, Ủy viên Ban Chấp hành Trung ương Đảng Cộng sản Việt Nam khóa 11, Chủ tịch Hội đồng dân tộc của Quốc hội khóa 13. Chị ông là KSor H'Nham, cán bộ hưu trí (2015).

## Sự nghiệp
Ông được sinh ra ở miền Bắc Việt Nam.
Sau khi cha ông vào nam công tác, anh em của ông học ở trường cán bộ dân tộc miền nam.
Sau ngày giải phóng miền Nam 30/4/1975, ông trở về quê cha ở tỉnh Gia Lai.
Tháng 10/1976, KSor Nham tham gia lực lượng Công an nhân dân Việt Nam, làm trinh sát.
Tháng 12/1976, KSor Nham được cử về công tác ở xã Nhơn Hòa, huyện Chư Prông cũ, nay là huyện Chư Sê, tỉnh Gia Lai.
Năm 1988, KSor Nham được điều về làm Phó Công an huyện Ayun Pa, tỉnh Gia Lai, phụ trách an ninh.
Tháng 1/1989, KSor Nham chuyển về làm Phó phòng Bảo vệ An ninh nội bộ.
Khi Gia Lai tách tỉnh, ông được bổ nhiệm vị trí Trưởng phòng Bảo vệ An ninh nội bộ tỉnh Gia Lai. Một trong những nhiệm vụ là bảo vệ an toàn tuyến đường điện 500KV.
KSor Nham lần lượt được đề bạt chức Phó Giám đốc Công an tỉnh phụ trách An ninh rồi Giám đốc Công an tỉnh Gia Lai.
Thời gian này, ông có công trong việc triển khai các kế hoạch làm vô hiệu hóa âm mưu của thế lực cầm đầu lực lượng FULRO từ Mỹ về Tây Nguyên chống phá chính quyền Việt Nam.
Tháng 6/2004, ông được bầu làm Chủ tịch Hội đồng nhân dân tỉnh Gia Lai.
Tháng 12/2006, ông trở lại công tác ở Bộ Công an Việt Nam, giữ chức vụ Phó Tổng cục trưởng Tổng cục Hậu cần (nay là Tổng cục Hậu cần - Kỹ thuật).
Ngày 4/6/2008, Đại tá Ksor Nham, Phó Tổng cục trưởng Tổng cục Hậu cần, được Thủ tướng Chính phủ Việt Nam thăng cấp bậc hàm từ Đại tá lên Thiếu tướng Công an (Quyết định 666 - 702/QĐ-TTg).
Năm 2015, ông mang quân hàm Trung tướng, giữ chức vụ Ủy viên Ban thường vụ Đảng ủy Tổng cục, Phó Tổng cục trưởng Tổng cục Hậu cần - Kỹ thuật, Bộ Công an Việt Nam, công tác ở Thành phố Hồ Chí Minh.

## Diễn viên
- Năm 1995, ông tham gia đóng phim "Đất nước đứng lên", ông vào vai anh hùng Núp.[1][4]

## Gia đình
Ông đã lập gia đình. Vợ ông hành nghề y. Năm 2015, vợ ông là Giám đốc Trung tâm Giám định y khoa tỉnh Gia Lai.
Ông có cháu gái là Ksor H'Bơ Khăp, hiện là Phó Giám đốc Công An tỉnh Gia Lai.

## Bị kỷ luật
Chiều ngày 27 tháng 7 năm 2018, Ủy ban Kiểm tra Trung ương Đảng Cộng sản Việt Nam phát đi thông cáo cho biết Trung tướng Ksor Nham, Ủy viên Ban thường vụ Đảng ủy Tổng cục Hậu cần - Kỹ thuật Bộ Công an bị đề nghị kỉ luật Đảng do có sai phạm nghiêm trọng. Ông buộc phải cùng chịu trách nhiệm trong các sai phạm nghiêm trọng của Ban thường vụ Đảng ủy Tổng cục Hậu cần - Kỹ thuật, Bộ Công an (vi phạm nguyên tắc tập trung dân chủ và quy chế làm việc trong việc sử dụng đất an ninh và tài sản công), đồng thời chịu trách nhiệm cá nhân trong việc thực hiện nhiệm vụ được giao.